# Партія зелених (Швеція)
Партія зелених (швед. Miljöpartiet de Gröna) — шведська політична партія «зеленого» спрямування. 
Представлена в парламенті Швеції. 
На виборах до парламенту 2018 року здобули 15 місць.
Походить від руху проти ядерної енергетики після референдуму щодо атомної енергетики 1980 року
, 
партія була заснована в 1981 році через невдоволення екологічною політикою існуючих партій. 
На парламентських виборах 1988 року вони вперше здобули місця в Риксдазі Швеції, здобувши 5,5 %  голосів і ставши першою новою партією, яка потрапила до парламенту за сімдесят років. 

Через три роки вони не пройшли 4 % поріг.
У 1994 році вони знову повернулися до парламенту і з тих пір зберегли там представництво.
З 3 жовтня 2014 року по 30 листопада 2021 року Партія зелених були молодшими партнерами уряду на чолі з соціал-демократами. \
Це був перший випадок, коли Зелені увійшли до уряду в його історії. 

Зелені залишили уряд після того, як риксдаг ухвалив бюджет правих опозиційних партій на 2022 рік, а власний бюджет уряду не був прийнятий. 

На загальних виборах 2018 року Зелені отримали 4,4% голосів і 16 місць, що зробило партію найменшою в Риксдазі. 
Незважаючи на це, партія змогла зберегти своє місце в уряді.

## Історія
Шведські «зелені» виникли серед альтернативного екологічного руху 1970-х років.
- Ця партія була заснована у Швеції 20 вересня 1981 року прихильниками заборони використання ядерної енергії на референдумі 1980 р.. Партія ухвалює рішення не мати формального лідера, а замість нього встановити змінюваних двох спікерів, які представлятимуть позицію партії. Для символу гендерної рівноправності між статями спікерів партії є одразу дві особи — чоловік та жінка: Петер Ерікссон (швед. Peter Eriksson) і Марія Веттерстранд (швед. Maria Wetterstrand).
- У 1982 р. дана партія брала участь у парламентських виборах.
- У 1984 р. вони подолали чотири-відсотковий бар'єр і прийшли в парламент.
- У 1988 р. ця партія отримує 5,53 % голосів і 20 місць в Риксдазі.
- У 1991 р. після політичних виборів вона втрачає всі депутатські місця.
- У 1994 р. отримує 5,02 % і 18 місць, залишаючись з того часу парламентською партією.
- У 1998 р. ініціює парламентське співробітництво з соціал-демократами, що існувало до виборів 2006 року.
- У 2002 р. «зелені» на виборах отримали 4,6 % голосів виборців і 17 місць у парламенті[6].
- Після виборів в 2014 році, на яких зелені отримують 6,9 % голосів і 25 місць в Риксдагу, в житті партії відбувається ще одна важлива подія — вона вперше стає частиною правлячої коаліції, в яку зелені увійшли разом з Соціал-демократичною партією. У новому уряді зеленим дістається 6 міністерських портфелів з 24, а соціал-демократам — 18.

У партії немає формального лідера, натомість існують змінювані спікери, що представляють позиції партії. Ними є відразу дві людини — чоловік і жінка, як символ рівноправності між статями. Нині це Пер Болунд і Мерта Стеневі.

## Участь у виборах

### Риксдаг
| Вибори | Голоси  | %        | Місць    | +/–  | Уряд                             |
| ------ | ------- | -------- | -------- | ---- | -------------------------------- |
| 1982   | 91,787  | 1.7 (#7) | 0 / 349  |      | Позапарламентська                |
| 1985   | 83,645  | 1.5 (#7) | 0 / 349  |      | Позапарламентська                |
| 1988   | 296,935 | 5.5 (#6) | 20 / 349 | ▲ 20 | Опозиція                         |
| 1991   | 185,051 | 3.4 (#8) | 0 / 349  | ▼ 20 | Позапарламентська                |
| 1994   | 279,042 | 5.0 (#6) | 18 / 349 | ▲ 18 | Опозиція                         |
| 1998   | 236,699 | 4.5 (#7) | 16 / 349 | ▼ 2  | Підтримка без участі             |
| 2002   | 246,392 | 4.7 (#7) | 17 / 349 | ▲ 1  | Підтримка без участі             |
| 2006   | 291,121 | 5.2 (#7) | 19 / 349 | ▲ 2  | Опозиція                         |
| 2010   | 437,435 | 7.3 (#3) | 25 / 349 | ▲ 6  | Опозиція                         |
| 2014   | 408,365 | 6.8 (#4) | 25 / 349 | ▬ 0  | Коаліція                         |
| 2018   | 285,899 | 4.4 (#8) | 16 / 349 | ▼ 9  | Коаліція (2018-2021)             |
| 2018   | 285,899 | 4.4 (#8) | 16 / 349 | ▼ 9  | Підтримка без участі (2021-2022) |
| 2022   | 329,242 | 5.1 (#7) | 18 / 349 | ▲ 2  |                                  |

### Європарламент
| Вибори    | Голосів | %    | Місць        | +/–     |
| --------- | ------- | ---- | ------------ | ------- |
| 1995      | 462,092 | 17.2 | 4 / 22       |         |
| 1999      | 239,946 | 9.5  | 2 / 22       | ▼ 2     |
| 2004      | 149,603 | 6.0  | 1 / 19       | ▼ 1     |
| 2009 2011 | 349,114 | 11.0 | 2 / 182 / 20 | ▲ 1 ▬ 0 |
| 2014      | 572,591 | 15.4 | 4 / 20       | ▲ 2     |
| 2019 2020 | 478,258 | 11.5 | 2 / 203 / 21 | ▼ 2 ▲ 1 |

## Хронологія
Обіймали посади спікерів «зелених» по черзі
- У 1984—1985 рр. Пер Гартон і Рагнхільд Поганка
- У 1985—1986 рр. Біргер Шлауг і Рагнхільд Поганка
- У 1986—1988 рр. Біргер Шлауг і Єва Гоес
- У 1988—1990 рр. Андерс Нурдін і Фіона Берлінг
- У 1990—1992 рр. Ян Аксельсон і Маргарета Гіссельберг
- У 1992—1999 рр. Біргер Шлауг і Маріанна Самуельссон
- У 1999—2000 рр. Біргер Шлауг і Лотта Нільсон Гедстрем
- У 2000—2002 рр. Матц Гаммарстрем і Лотта Нільсон Гедстрем
- У 2002—2011 рр. Петер Ерікссон і Марія Веттерстранд
- У 2011—2014 рр. Густав Фрідолін і Оса Ромсон
- У 2014 —2019 рр. — Густав Фрідолін та Ізабелла Льовін
- У 2019 —2021 рр. — Пер Болунд і Ізабелла Льовін
- З 2021 р. — Пер Болунд і Мерта Стеневі[en]

## Галерея

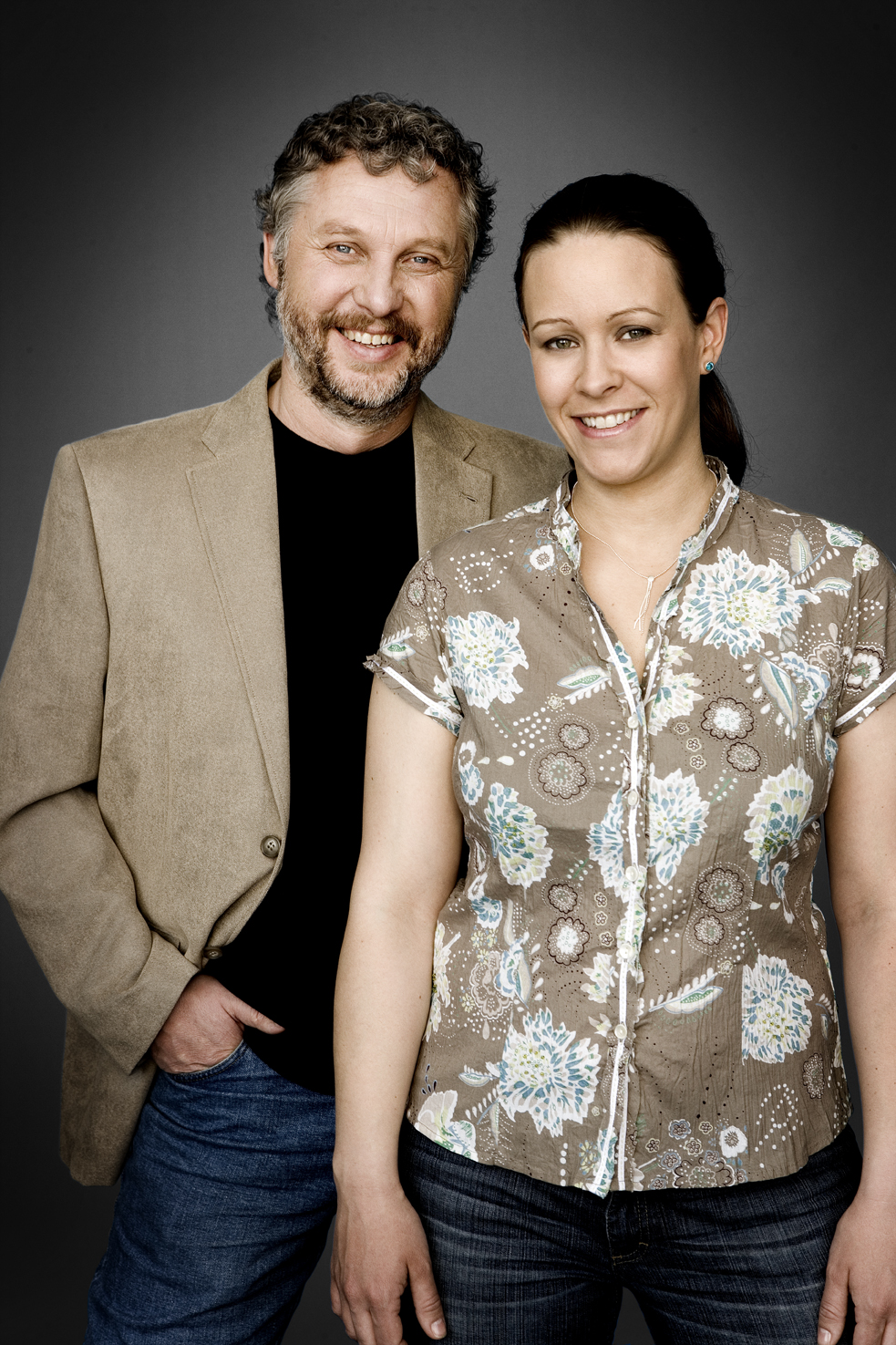
лідери «зелених» Петер Ерікссон і Марія Веттерстранд
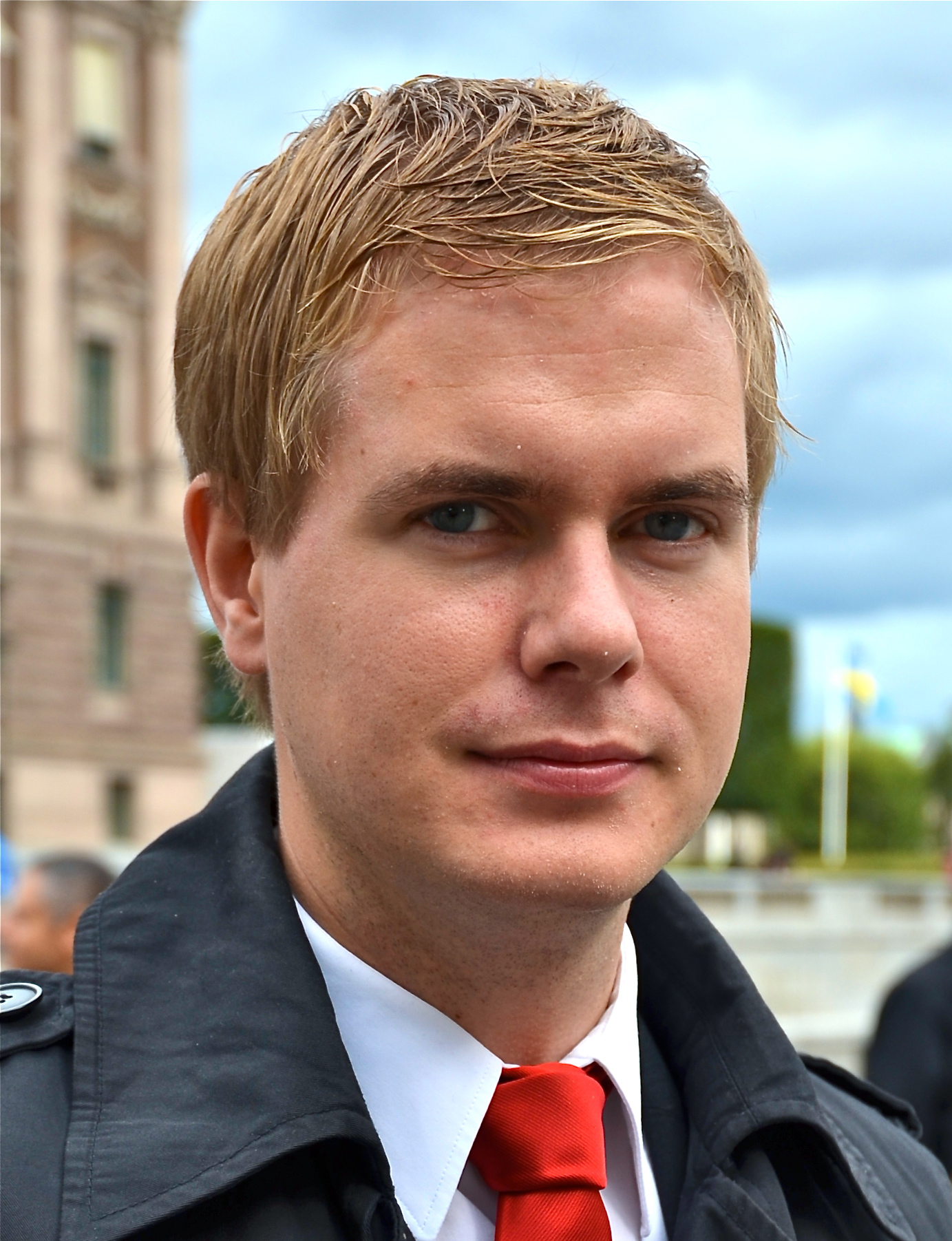
голова «зелених» Густав Фрідолін
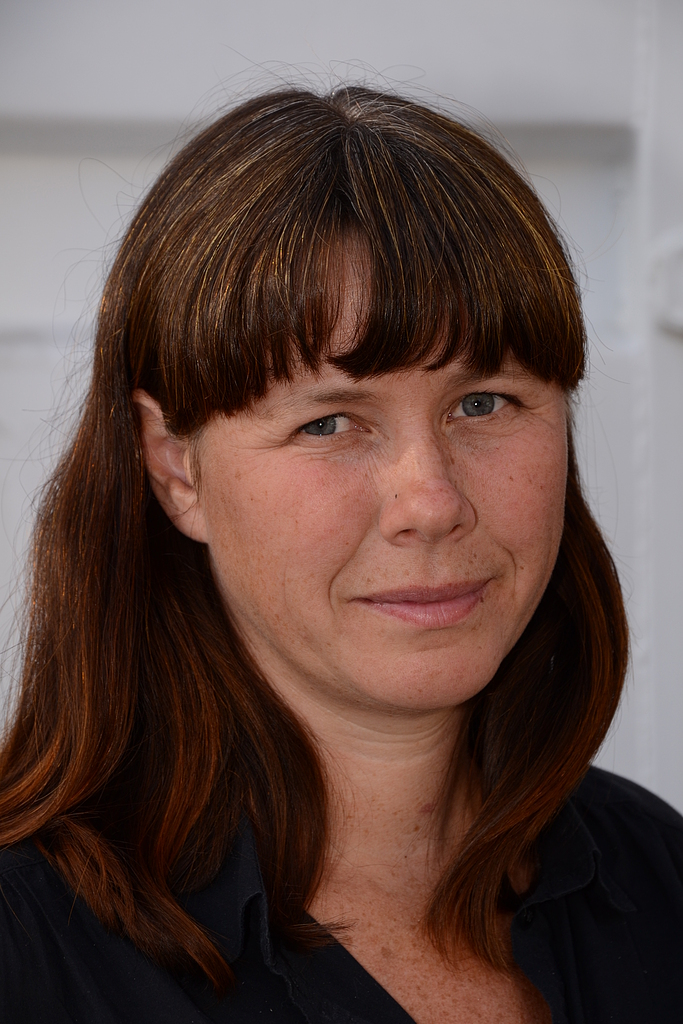
голова «зелених» Оса Ромссон
Реклама партії Зелених в Стокгольмі
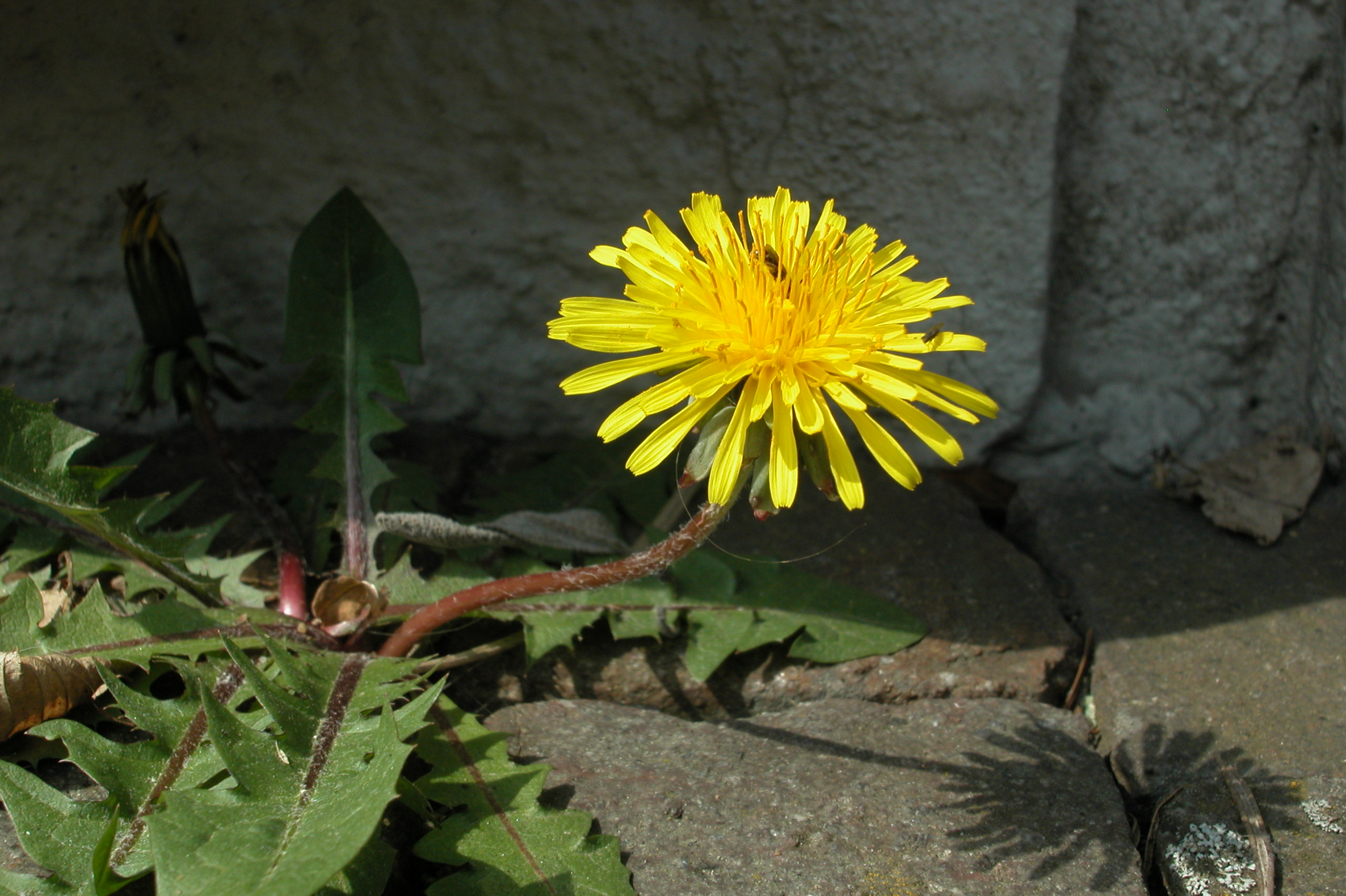
Кульбаба - партійний символ партії Зелених Швеції
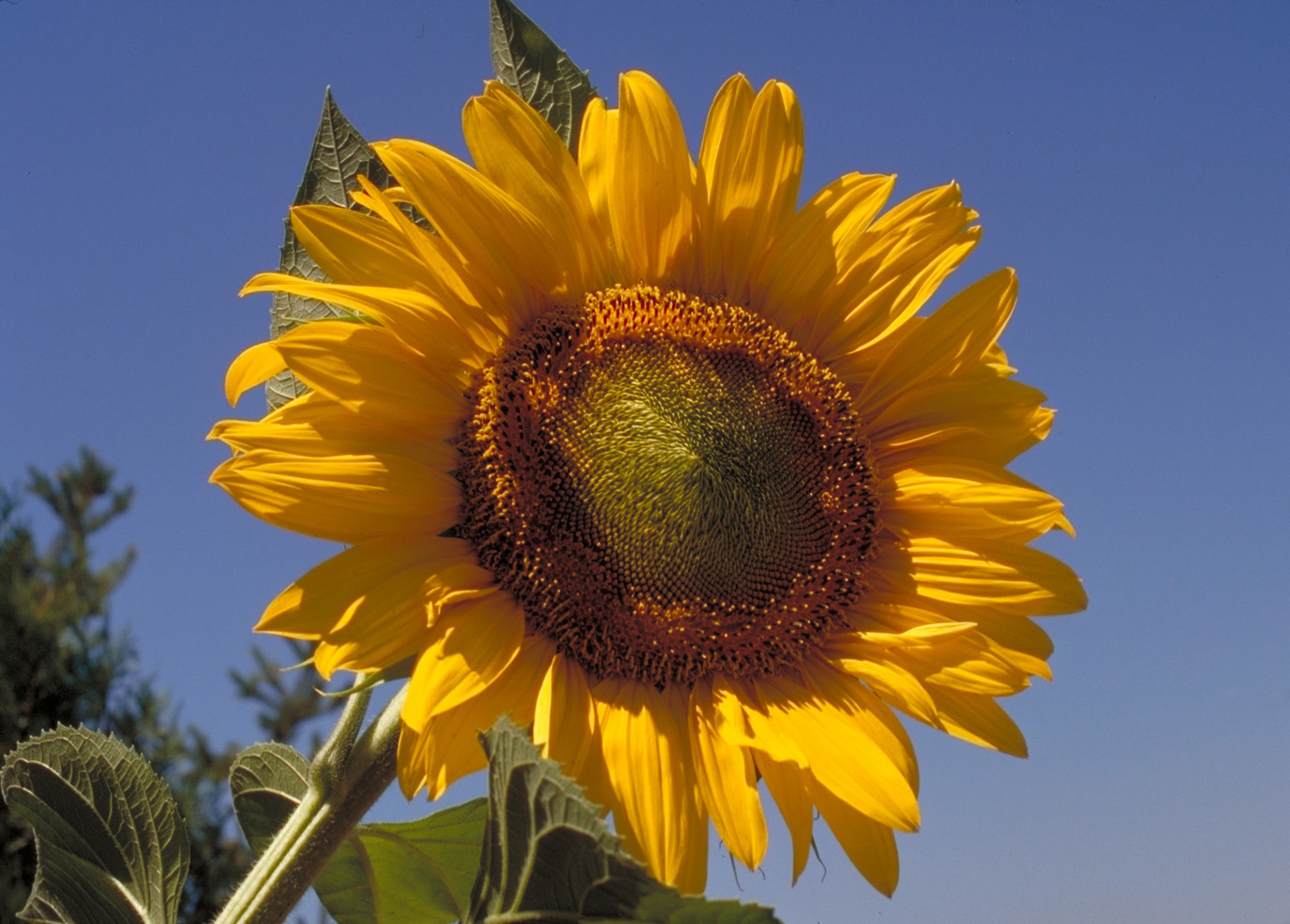
Соняшник - міжнародний символ політики «зелених»

## Ідеологія
Партія утворена на світогляді поваги до тварин і рослин, охорони природи і екологічної системи для майбутніх поколінь, відповідальності всіх людей в світі за це. Що полягає в умовах мирного співіснування, у рівноправному співробітництві (програма партії «зелених» § 1). Засадничо «зелені» є частиною світового політичного руху зелених. Котрі борються за стале демократичне суспільство, де люди мають брати на себе відповідальність, як локально, так і глобально.
«Зелені» позиціонували себе як «ліва партія» зеленої ідеології (отримали підтримку власної соціальної політики серед соціал-демократичних та ліберальних кіл, маючи своїх симпатиків серед екологічних та пацифістських рухів). У 1982 р. за шкалою від 1 до 10 партія «зелених» отримала оцінку 5, коли у їх виборці класифікували. У 1994 р. шведська «зелені» отримали в тій самій класифікації — 3.9.
В останні роки у співпраця з парламентом партія «зелених» лишилася в таборі «лівих». Але у 15 муніципалітетах країни ця партія має представників і підтримку, займається співпрацею з не лівими партіями. Особлива увага приділяється ними школі та малому бізнесові, наприклад у Сконе. Шведські зелені є популярними не лише в сільській місцевості Швеції, але у містах Гетеборг, Мальме, Умео, Гнеста та в інших.
Ця партія в Швеції виступила проти членства в Європейському Союзі й хотіла провадити новий в нутрі країни шведський референдум у цьому питанні, незважаючи на державне скасування такої політики у вересні 2008 р.. Партія Зелених заховує за собою право критичного ставлення до членства у Європейському Союзі. Зелені наполягають на поетапній відмові від ядерної енергії в Швеції і сподіваються замінити її альтернативними і відновлюваними джерелами енергії. Дана партія також підтримує загальні зміни в податковій політиці Швеції, встановлення високих податків на екологічно шкідливі або нестійкі продукти і види діяльності, сподіваючись впливати на поведінку людей і образ життя суспільства в цілому. Партія зелених Швеції підняла питання про екологічну безпеку країни, проблеми зміни клімату тощо.
Партія Зелених має дві офіційні організації: Зелена Молодь (швед. Grön Ungdom) і Зелені Студенти (швед. Gröna Studenter). Є також ряд дочірніх організацій та внутрішніх мереж. При ній існує також комітет гендерної рівності. Має підтримку у шведській протестантській церкві групи екологів, які беруть активну участь у християнській політиці шведської церкви. У жовтні 2008 р. була утворена Асоціація зелених старшого покоління.